# ويندي وود (كاتبة)
ويندي وود (بالإنجليزية: Wendy Wood)‏ هي موزعة ‏ وفنانة وكاتِبة جنوب أفريقية، ولدت في 29 أكتوبر 1892 في ميدستون في المملكة المتحدة، وتوفيت في 30 يونيو 1981 في إدنبرة في المملكة المتحدة.